# Teufelsmühle (Ilbeshausen)

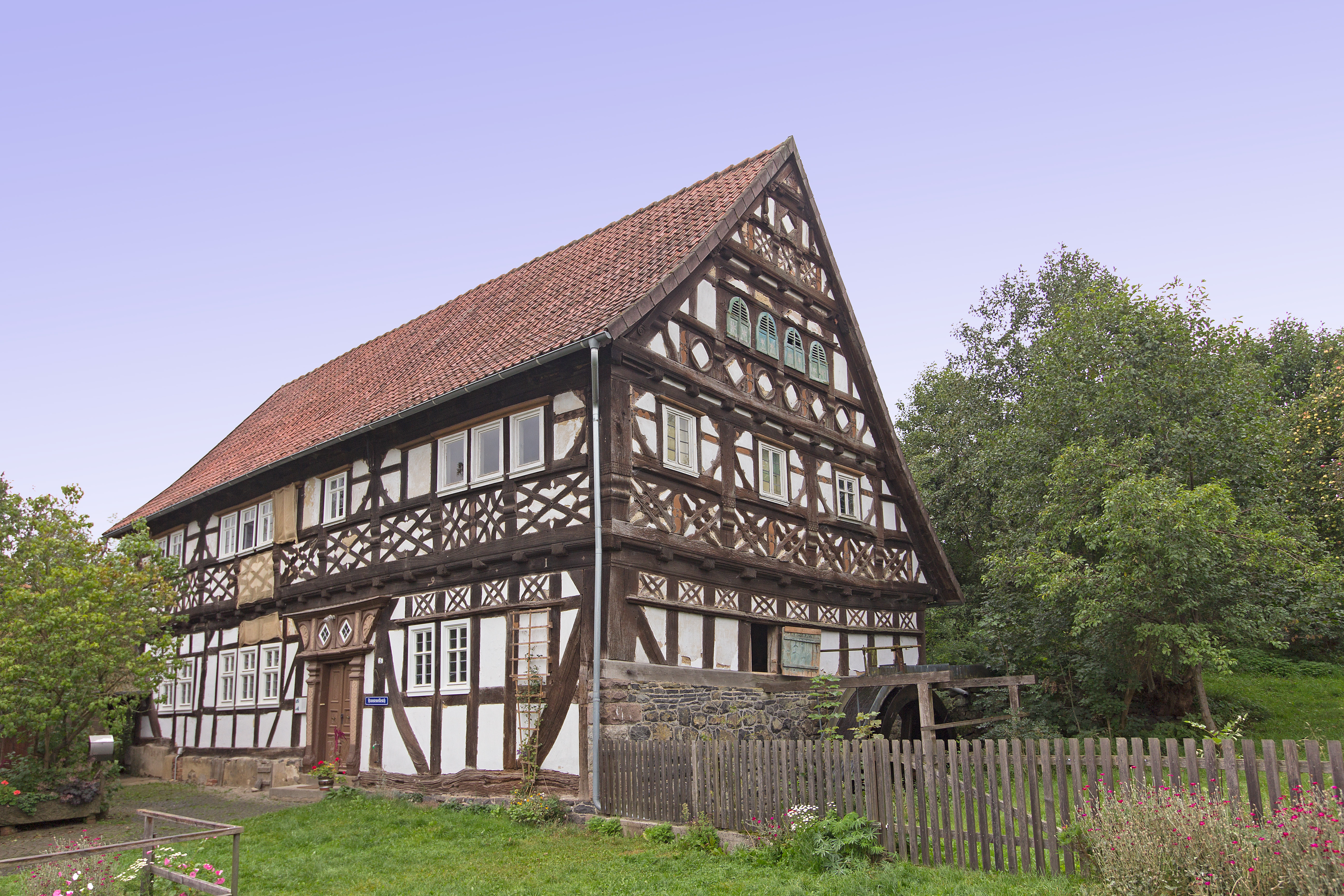
Teufelsmühle in Ilbeshausen (2011)

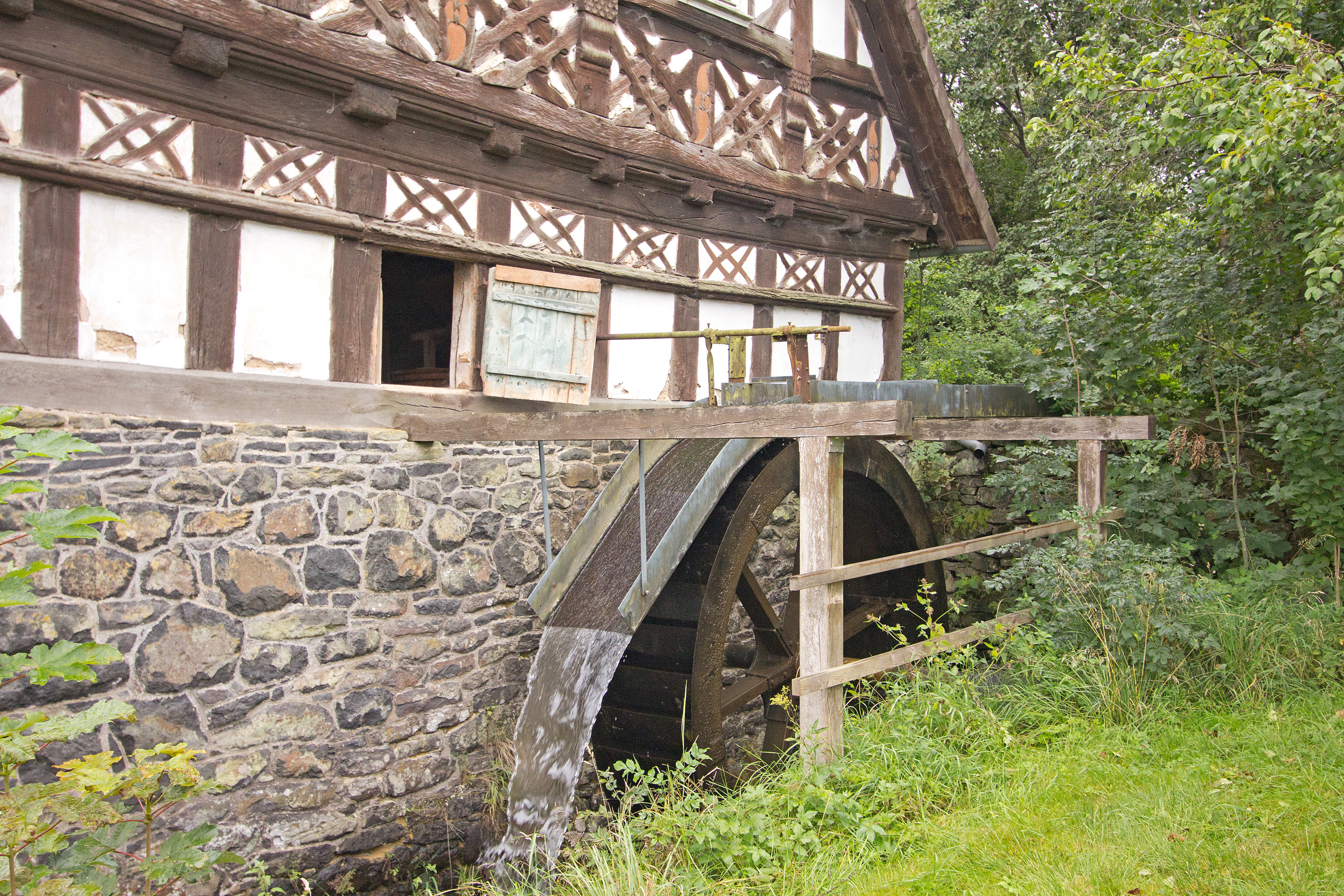
Das Wasserrad der Mühle (2011)

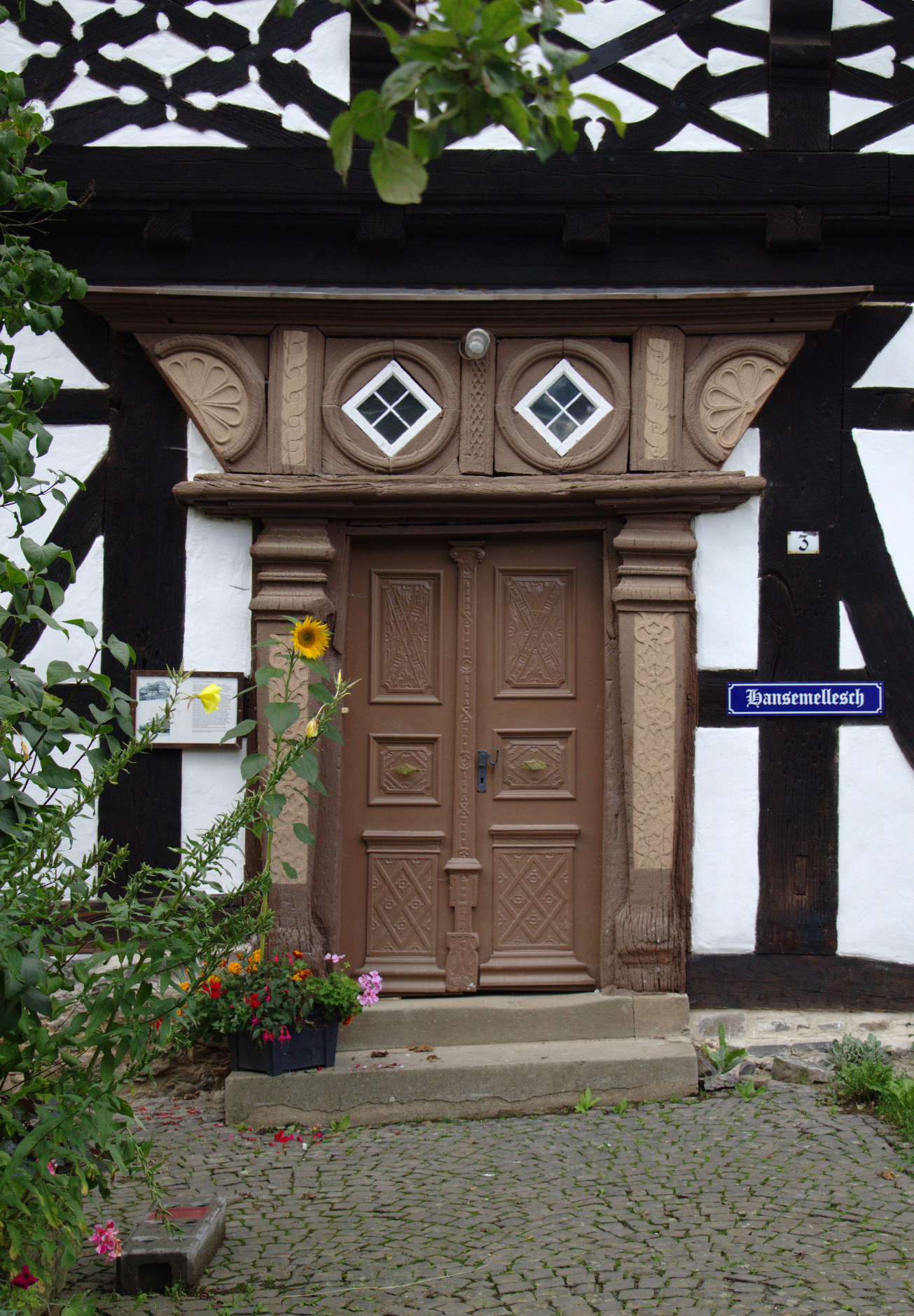
Die Haustür der Mühle (2012)

Die Teufelsmühle (mundartlich auch Hansenmühle) ist ein Fachwerkhaus und eine ehemalige Wassermühle in Ilbeshausen-Hochwaldhausen in der Gemeinde Grebenhain im Vogelsbergkreis in Hessen. Das Gebäude am Mühlweg 3 wurde 1691 errichtet und ist ein geschütztes Baudenkmal.

## Geschichte
Die Teufelsmühle war ursprünglich ein Lehen der Riedesel, obwohl das Dorf Ilbeshausen selbst seit 1376 zur Landgrafschaft Hessen gehörte. Bereits im Jahr 1496 ist in Ilbeshausen eine Mühle nachweisbar, die durch Hermann III. Riedesel von Heyntz Hutzenroder an Else von Leibolz für zweieinhalb Gulden jährlich verpfändet worden ist. Am 4. Januar 1530 stellte Theodor Riedesel einen Lehenbrief für den Müller Claes Tuveln aus, der als Namensgeber der Teufelsmühle angesehen wird.
Die heutige Teufelsmühle wurde 1691 erbaut. Der örtlichen Überlieferung nach war der Baumeister der Mühle ein Zimmermann namens Hans Muth, der sie in siebenjähriger Bauzeit errichtete und 1720 seinem Patenkind Hans Velten Usinger schenkte. 1889 beschrieb Carl Schäfer die Teufelsmühle in seinem Werk Die Holzarchitektur Deutschlands vom XIV. bis XVII. Jahrhundert. Hierdurch wurde der Fachwerkbau einem breiten Publikum bekannt. Bereits kurz nach der Verabschiedung des ersten hessischen Denkmalschutzgesetzes im Jahr 1902 wurde die Teufelsmühle in die Denkmalliste des damaligen Großherzogtums Hessen aufgenommen.
Über die Teufelsmühle existiert eine Volkssage aus Ilbeshausen, nach der die Mühle von einem Zimmermann im Wettstreit mit dem Teufel erbaut worden sein soll.

## Beschreibung
Die Teufelsmühle ist ein asymmetrischer zweigeschossiger Fachwerkbau. Während die zur Straße hin gerichteten Fassaden voll zweistöckig sind und ein reich gegliedertes Fachwerk zeigen, reicht Dachfläche auf der Rückseite hinunter bis zum ersten Erdgeschoss. Diese Bauform ist unüblich für den Fachwerkbau im Vogelsberg. Die Stockwerke der beiden Schaufassaden, insbesondere am Giebel, sind zweiteilig. Im unteren Teil verläuft ein durchgehendes Band von Zierrauten, während der obere Teil durch kurze Männer gebildet wird. Die Giebelwand weist sieben Vorkragungen auf. Noch vorhanden und betriebsfähig ist das oberschlächtige Mühlrad.
Das Baujahr ist auf dem Rähmbalken eingemeißelt. Eine Bauinschrift, in der der Bauherr oder der ausführende Zimmermeister genannt werden, ist nicht vorhanden. Die Zuordnung zu dem entweder aus Lauterbach oder Ilbeshausen stammenden Hans Muth basiert rein auf der mündlichen Überlieferung, da das Gebäude bis ins 20. Jahrhundert immer vom Vater auf den Sohn vererbt worden war. Muth wird auch der Edelhof im benachbarten Crainfeld zugeschrieben. Das älteste Bauelement der Teufelsmühle ist im Übrigen die Haustür, die aus dem 16. Jahrhundert stammt und sehr wahrscheinlich vom Vorgängerbau übernommen wurde.